# Atletica leggera ai XIV Giochi dei piccoli stati d'Europa
Le gare di atletica leggera ai XIV Giochi dei piccoli stati d'Europa si sono svolte dal 1° al 4 giugno 2011.

## Medagliere
| #      | Nazione       | Oro | Argento | Bronzo | Totale |
| ------ | ------------- | --- | ------- | ------ | ------ |
| 1      | Cipro         | 19  | 15      | 8      | 42     |
| 2      | Lussemburgo   | 5   | 4       | 8      | 17     |
| 3      | Malta         | 4   | 6       | 4      | 14     |
| 4      | Islanda       | 3   | 4       | 8      | 15     |
| 5      | Montenegro    | 3   | 1       | 0      | 4      |
| 6      | Andorra       | 1   | 3       | 1      | 5      |
| 7      | Monaco        | 1   | 2       | 2      | 5      |
| 8      | San Marino    | 0   | 1       | 2      | 3      |
| 9      | Liechtenstein | 0   | 0       | 2      | 2      |
| Totale | Totale        | 36  | 36      | 35     | 107    |

## Risultati

### Uomini
| Evento                 | Oro                       | Prest.   | Argento             | Prest.   | Bronzo              | Prest.   |
| 100 metri              | Panagiotis Ioannou        | 10.60    | Yoann Bebon         | 10.82    | Anthos Christofides | 10.84    |
| 200 metri              | Panagiotis Ioannou        | 21.46    | Anthos Christofides | 21.75    | Owen Lee Camilleri  | 21.90    |
| 400 metri              | Kevin Arthur Moore        | 47.68    | Brice Etes          | 48.63    | Kyriakos Antoniou   | 48.74    |
| 800 metri              | Brice Etes                | 1:52.31  | Amine Khadiri       | 1:52.53  | Christos Dimitriou  | 1:52.55  |
| 1500 metri             | Amine Khadiri             | 3:50.31  | Christos Dimitriou  | 3:52.75  | Pol Mellina         | 3:54.23  |
| 5000 metri             | Pol Mellina               | 14:42.20 | Antoni Bernadó      | 14:46.15 | Marcos Sanza        | 14:50.24 |
| 10.000 metri           | Antoni Bernadó            | 30:57.70 | Marcos Sanza        | 31:03.07 | Vincent Nothum      | 32:03.10 |
| 110 metri ostacoli     | Alexandros Stavrides      | 14.04    | Haris Koutras       | 14.28    | Einar Dadi Larusson | 14.56    |
| 400 metri ostacoli     | Aris Xoufaridis           | 52.91    | Bjorgvin Vikingsson | 53.08    | Andreas Silvestros  | 53.86    |
| 3000 metri siepi       | Pascal Groben             | 9:25.21  | Josep Sansa         | 9:29.27  | Jamal Baaziz        | 9:33.99  |
| Staffetta 4×100 metri  | Cipro                     | 41.53    | Malta               | 41.72    | San Marino          | 42.21    |
| Staffetta 4×400 metri  | Cipro                     | 3:14.02  | Malta               | 3:15.73  | Monaco              | 3:20.10  |
| Salto in alto          | Emilios Xenophontos       | 2.12 m   | Eugenio Rossi       | 2.03 m   | Marios Nikolaou     | 2.03 m   |
| Salto con l’asta       | Nikandros Stylianou       | 5.00 m   | Andreas Efstathiou  | 4.70 m   | Einar Dadi Larusson | 4.60 m   |
| Salto in lungo         | Kristinn Torfason         | 7.67 m   | Zacharias Arnos     | 7.53 m   | Rachid Chouhal      | 6.97 m   |
| Salto triplo           | Zacharias Arnos           | 15.98 m  | Panagiotis Volou    | 15.91 m  | Non assegnato       |          |
| Getto del peso         | Ódinn Björn Thorsteinsson | 19.73 m  | Georgios Arestis    | 17.80 m  | Bob Bertemes        | 16.75 m  |
| Lancio del disco       | Apostolos Parellis        | 59.73 m  | Danilo Ristić       | 45.98 m  | Orn Davidsson       | 45.67 m  |
| Lancio del giavellotto | Antoine Wagner            | 69.13 m  | Orn Davidsson       | 67.16 m  | René Michlig        | 65.54 m  |

### Donne
| Evento                | Oro                   | Tempo    | Argento                  | Tempo    | Bronzo                     | Tempo    |
| 100 metri             | Anna Papaioannou      | 11.86    | Diane Borg               | 11.89    | Tiffany Tshilumba          | 12.01    |
| 200 metri             | Diane Borg            | 24.27    | Anna Papaioannou         | 24.27    | Hrafnhild Hermodsdottir    | 24.58    |
| 400 metri             | Arna Gudmundsdóttir   | 55.73    | Frédérique Hansen        | 56.38    | Nicole Gatt                | 57.07    |
| 800 metri             | Meropi Panagiotou     | 2:10.52  | Stella Christoforou      | 2:12.74  | Martine Mellina            | 2:13.41  |
| 1500 metri            | Meropi Panagiotou     | 4:36.91  | Aurélie Glowacz          | 4:42.26  | Martine Mellina            | 4:49.12  |
| 5000 metri            | Sladana Perunović     | 17:39.70 | Lisa Marie Bezzina       | 17:48.90 | Pascale Schmoetten         | 17:54.12 |
| 10,000 metri          | Sladana Perunović     | 36:00.48 | Lisa Marie Bezzina       | 36:51.86 | Pascale Schmoetten         | 36:55.16 |
| 100 metri ostacoli    | Dimitra Arachoviti    | 13.37    | Arna Gudmundsdóttir      | 15.32    | Barbara Rustignoli         | 15.34    |
| 400 metri ostacoli    | Kim Reuland           | 1:01.47  | Stefanía Valdimarsdóttir | 1:03.76  | Polyxeni Irodotou          | 1:03.77  |
| 4×100 metri staffetta | Malta                 | 46.30    | Cipro                    | 47.08    | Islanda                    | 47.09    |
| Salto in alto         | Marija Vuković        | 1.86 m   | Leontia Kallenou         | 1.77 m   | Sveinbjorg Zophoniasdottir | 1.68 m   |
| Lancio del disco      | Zacharoula Georgiadou | 49.98 m  | Androniki Lada           | 48.18 m  | Veronika Längle-Meier      | 41.37 m  |